# Kriegerdenkmal Abbendorf
Das Kriegerdenkmal Abbendorf ist ein denkmalgeschütztes Kriegerdenkmal im Ortsteil Abbendorf der Gemeinde Diesdorf in Sachsen-Anhalt. Im örtlichen Denkmalverzeichnis ist das Kriegerdenkmal unter der Erfassungsnummer 094 25393 als Kleindenkmal verzeichnet.

## Allgemeines
Bei dem Kriegerdenkmal Abbendorf handelt es sich um eine Gedenkstätte für die gefallenen Soldaten des Ersten Weltkriegs und des Zweiten Weltkriegs. Es handelt sich dabei um einen Obelisken auf einem Sockel aus Feldsteinen. Gekrönt wird es von einem Adler mit ausgebreiteten Schwingen und es wurden zwei Gedenktafeln an dem Denkmal angebracht.
Im Kreisarchiv des Altmarkkreises Salzwedel ist die Ehrenliste der Gefallenen des Ersten Weltkriegs erhalten geblieben. Die Gedenktafel für die Gefallenen der Befreiungskriege von 1813–1815, die laut preußischer Anordnung in jedem Ort geschaffen werden musste, ist nicht mehr vorhanden. In den Akten von 1816 sind im Landesarchiv Sachsen-Anhalt die Listen der Gefallenen aber noch erhalten geblieben.
In der Kirche des Ortes sind keine Gedenktafeln aufgehängt.

## Inschrift
Gedenktafel Erster Weltkrieg
Gedenktafel Zweiter Weltkrieg